# Відповідність (психологія)
Відповідність — це відповідь, особливо подання, надане у відповідь на запит. Запит може бути явним (наприклад, техніка «нога у двері») або неявним (наприклад, реклама). Ціль може усвідомлювати або не усвідомлювати, що вона мотивована діяти певним чином.
Соціальна психологія акцентує увагу на понятті соціального впливу. Визначається як вплив слів, дій або присутності іншої людини (реальної чи уявної) на наші думки, почуття, ставлення чи дії; соціальний вплив є рушієм відповідності. Важливо, що і психологи, і звичайні люди усвідомлюють, що соціальний вплив виходить за межі наших дій — наших думок, почуттів і переконань — і що він виявляється в багатьох формах. Переконання і поступливість є особливо важливими видами соціального впливу, оскільки вони використовують силу відповідного ефекту для досягнення підпорядкування іншим. Дослідження відповідності є важливим, оскільки це соціальний вплив, який впливає на нашу повсякденну поведінку, особливо на соціальні взаємодії. Сама відповідність є складною концепцією, яку необхідно детально вивчити, щоб краще зрозуміти її мету, наслідки, а також теоретичні та експериментальні підходи.

## Психологія особистості проти соціальної психології
У дослідженні психології особистості певні розлади особистості демонструють характеристики, які свідчать про необхідність підкорятися іншим або контролювати їх:
- Люди з асоціальним розладом особистості, як правило, демонструють рухливість і грандіозне почуття власної гідності . Через їх неглибокий вплив і відсутність докорів сумління або співпереживання вони добре підходять для того, щоб обманювати та/або маніпулювати іншими, щоб виконати свої бажання.
- У центрі уваги повинні бути особи з істрионічним розладом особистості ; і, в свою чергу, залучати людей, щоб вони могли використовувати (і врешті-решт позбутися) своїх відносин.
- Люди з нарцисичним розладом особистості мають підвищену власну значущість, підвищену чутливість до критики та почуття права, що змушує їх переконати інших виконати їхні запити.

Соціальні психологи розглядають комплаєнс як засіб соціального впливу, що використовується для досягнення цілей і досягнення соціальних або особистих інтересів. Соціальна психологія зосереджується не на особистостях чи характеристиках індивідів (які можуть керувати їх поведінкою), а на людях загалом і на тому, як думки, почуття та поведінка роблять людей поступливими та/або роблять їх вразливими до вимог інших. Усвідомлення або підкорення їм часто залежить від інтерпретації, тобто інтерпретації індивідом свого соціального середовища та взаємодій.

## Основні теоретичні підходи
Дослідження відповідності часто відомі тим, що відверто показують драматичні експерименти, такі як Стенфордський тюремний експеримент і Шоковий експеримент Стенлі Мілграма. Ці експерименти служать проявом феномену стадної ментальності. Така прихильність часто виникає у відповідь на явні соціальні сили, і хоча такі дослідження дають корисне розуміння природи прихильності, сучасні дослідники, як правило, зосереджуються на тонких, непрямих і/або несвідомих соціальних впливах.
Ті, хто бере участь у цьому сучасному соціальному когнітивному русі, намагаються визначити способи, якими неявні та явні переконання, думки та цілі акторів впливають на обробку інформації та прийняття рішень у впливових контекстах.

### Філософія проти соціальної психології
Філософи розглядають послідовність у контексті дебатів. Аргументи виникають, коли людина дає підстави вважати, що твердження є істинним. При цьому вони використовують передумови (твердження), щоб підтвердити свої висновки (висновки). Незалежно від використання фальшивих форм (наприклад, apple-polishing, ad hominem) для вираження своїх поглядів, ті, хто займається філософськими аргументами, висловлюють свою думку відкрито і логічно. Це явна дія, в якій особа з іншого боку аргументу визнає, що сперечальник прагне послуху (приймає їх висновок).
Вивчаючи комплаєнс, соціальні психологи прагнуть дослідити явні та тонкі соціальні ефекти, які відчувають усі люди в різних формах. Неявні та явні психічні процеси також вивчаються, оскільки вони утворюють взаємодії. Це пояснюється тим, що ці процеси пояснюють, як одні люди змушують інших виконувати вимоги і чому інші реагують.

### Як засіб задоволення потреб
Задовольняючи вимоги інших та/або слідуючи їхнім діям інших, ми прагнемо підтримувати цілі соціального впливу:
1. інформативний соціальний вплив
2. нормативний соціальний вплив

#### Інформаційний соціальний вплив (ціль точності)
Люди мотивовані досягати своїх цілей найбільш ефективним і точним способом. Зіткнувшись з інформацією, потрібно правильно інтерпретувати та реагувати, особливо коли стикається зі спробами домогтися відповідності, оскільки неточні дії можуть призвести до величезних втрат. З огляду на це, люди намагаються точно зрозуміти свою ситуацію, щоб реагувати належним чином.
Люди часто винагороджуються за дії відповідно до переконань, рекомендацій та наказів влади та/або соціальних норм. Серед інших джерел, повноваження можуть випливати з публічної влади, контексту та масштабу. Через припущення, що особа не знає певної важливої інформації, індивід може виконувати накази авторитетної особи (або групи) або повторювати те, що вважається правильним відповідно до соціальних норм. Потреба бути точним — і віра в те, що інші знають те, чого вони не знають, — часто витісняє особисту думку людини.

#### Нормативний соціальний вплив (ціль приєднання)
Основна мотивація людей — це потреба належності — потреба отримати соціальне визнання через підтримку значущих соціальних відносин. Ця потреба спонукає людей брати участь у поведінці, яка викликає схвалення однолітків. Люди, швидше за все, вживатимуть заходів для побудови стосунків з людьми, які їм подобаються та/або хочуть отримати схвалення. Задовольняючи запити інших і дотримуючись норми соціального обміну (тобто норми взаємності), індивід дотримується норми соціального впливу і досягає мети належності. Прикладом нормативно-інформаційного соціального впливу є експеримент Соломона Аша.

### Як добуток змінних
Бібб Латане вперше запропонував теорію соціального впливу, яка складається з трьох принципів і передбачає широкі правила, що регулюють ці окремі процеси. Загальна теорія припускає, що ми думаємо про соціальний вплив як про результат соціальних сил, що діють у соціальній структурі (латані). Рушійні принципи теорії можуть робити спрямовані прогнози щодо впливу сили, негайності та кількості на відповідність; однак принципи не здатні визначити точні результати майбутніх подій.

#### Сила
Чим сильніша група — чим вона важливіша для індивіда — тим більша буде ймовірність того, що вона зазнає соціального впливу.

#### Безпосередність
Групова близькість підвищує ймовірність того, що людина зазнає групового тиску. Цей стрес найбільший, коли групи ближче до окремих людей і складаються з людей, про яких вони піклуються (наприклад, друзів, сім'ї) та/або авторитетних осіб.

#### Номер
Дослідження показують, що відповідність збільшується з розміром групи; однак, якщо група складається з 4 або 5 осіб, вона навряд чи відповідатиме вимогам. Після цього кожна додаткова людина має менший вплив. Однак додавання більшої кількості учасників до групи (наприклад, від 3 до 4 осіб) має більший ефект, ніж додавання більше членів до більшої групи (наприклад, від 53 до 54 осіб) (Аронсон).

#### Подібність
Хоча ця змінна не включена в теорію Латана, Burger et al. (2004) провели дослідження, в якому досліджували схожість і релевантність запитів. Зауважте, що загальні ознаки (наприклад, день народження, ім'я) слід вважати випадковими. Результати показують, що люди з більшою ймовірністю надсилатимуть анкети, якщо відчувають, що спільні риси є незапланованими та рідкісними.

### Відображається моделлю SIFT-3M

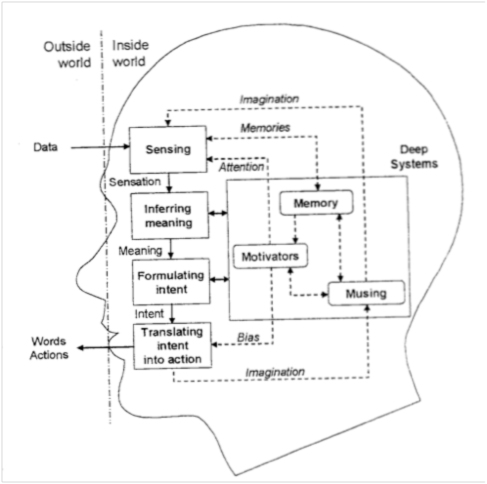
На цьому зображенні моделі SIFT-3M висвітлюються психологічні кроки, пов'язані з досягненням або підданням відповідності.

A theoretical approach uncommon in major psychology literature is David Straker's, SIFT-3M model. It was created to discuss mental functioning in relation to psychological decisions (e.g., compliance). Straker proposes that by gaining a greater understanding of how people make sense of the world, how they think and how they decide to act, people can develop the basic tools needed to change others' minds by gaining compliance. In inducing compliance, requestors must understand the 9 stages or levels:
1. inferring meaning
2. formatting intent
3. translating intent into action
4. memory
5. motivators
6. musing
7. state
8. inner and outer worlds.

Використовуючи цю модель для розуміння та зміни свідомості інших, Стракер нагадує запитувачам, що вони повинні розмовляти з внутрішньою картою (думками та переконаннями) іншої особи та ознайомитися зі своїми внутрішніми системами.

### Техніки набуття
Було доведено, що наведені нижче методи ефективно спонукають іншу сторону дотримуватися вимог.

#### Нога в дверях
Використовуючи цю техніку, суб'єкта просять виконати невелике прохання — послуга, яка зазвичай вимагає мінімальної участі. Після цього представляється більший запит. Відповідно до «послідовних наближень», оскільки суб'єкт виконав початкові запити, він, швидше за все, буде відчувати себе зобов'язаним виконати додаткові послуги.

#### Двері в обличчя
Ця техніка починається з початкового великого запиту. Очікується, що цей запит буде відхилено; таким чином, за ним слідує другий, більш розумний запит. Цей метод значно ефективніший, ніж «нога в двері», оскільки «нога в двері» використовує поступову ескалацію запитів.

#### Низький м'яч
Часто використовуваний продавцями автомобілів, низький бал досягає відповідності, пропонуючи суб'єкту щось за нижчою ціною лише для підвищення ціни в останній момент. Покупець, швидше за все, виконає цю зміну ціни, оскільки він відчуває, що ментальна угода з контрактом відбулася.

#### Поблажливість
Ця спроба домогтися відповідності передбачає отримання чиєсь схвалення, щоб вони з більшою ймовірністю задовольнили ваші вимоги. Едвард Е. Джонс обговорює три форми залучення:
1. лестощі
2. відповідність думці і
3. самопрезентація (представлення власних властивостей у спосіб, який звертається до цілі)

#### Норма взаємності
Ця техніка пояснює, що через заборону соціальної норми люди повертатимуть послугу, коли вона їм надається; відповідність, швидше за все, відбудеться, коли запитувач раніше виконав один із запитів суб'єкта.

### Оцінка відповідності
Дослідження також показують, що люди схильні недооцінювати ймовірність того, що інші особи виконають запити, що називається ефектом недооцінки відповідності. Тобто люди схильні вважати, що друзі, а не незнайомі люди, виконають прохання про допомогу. Однак на практиці незнайомці виконують прохання частіше, ніж очікувалося. Отже, люди значно недооцінюють, наскільки незнайомі люди будуть виконувати прохання.

### Досліди з лінією Соломона Аша

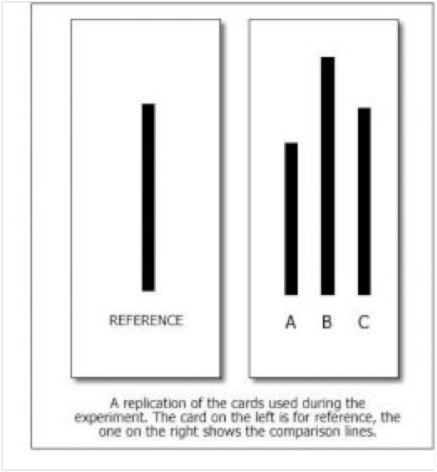
Приклад лінійного тесту, наданого учасникам експерименту.

У експерименті Соломона Аша 50 учасників були поміщені в окремі неоднозначні ситуації, щоб визначити, наскільки вони відповідатимуть. Крім одного учасника, 7 інших учасників експерименту були однодумцями — особами, які розуміли мету дослідження та отримали інструкції надати заздалегідь відібрані відповіді. У призначеній кімнаті було показано зображення трьох рядків різної довжини. Кожному конфедерату задавали запитання (наприклад, який рядок найдовший, який рядок відповідає опорній лінії). У відповідь конфедерати давали переважно неправильні відповіді.

#### Результати
У результаті 1/3 учасників дала неправильну відповідь, коли конфедерати одноголосно дали неправильну(і) відповідь(и). Відповідно до Цілей соціального впливу учасники стверджували, що навіть коли вони знали, що одностайна відповідь була неправильною, вони відчували, що група знає те, чого вони не знають (інформаційний соціальний вплив). Аш зазначив, що 74 % випробовуваних хоча б раз відповідали більшості. Рівень відповідності знижувався, коли один або кілька конфедератів давали правильну відповідь і коли учасникам дозволялося записувати свої відповіді, а не усно їх висловлювати.

#### Значення
Результати цих досліджень підтверджують уявлення про те, що люди підкоряються, щоб задовольнити потребу бути точним і потребу належності. Крім того, він підтримує теорію соціального впливу в тому, що здатність експерименту забезпечувати відповідність була посилена його статусом (конфедерати розглядаються як інформаційні авторитети), близькістю та розміром групи (7:1).

### Експеримент Стенлі Мілграма
Експеримент Стенлі Мілграма мав на меті дати пояснення жахам, які вчиняються проти євреїв, які перебувають у пастці німецьких концентраційних таборів . Відповідність владі, яку демонстрували люди, що працюють у концтаборах, викликала запитання: «Чи насправді німці „злі“ чи можна когось змусити виконувати накази авторитетного діяча?» Щоб перевірити це, Стенлі Мілграм розробив експеримент, щоб побачити, чи не завдадуть учасники шкоди (шоку) іншій людині через необхідність дотримуватися повноважень. Мілграм розробив генератор псевдошоку з мітками, починаючи з 15 вольт («невеликий шок») до 450 вольт («XXX»). Учасники взяли на себе роль «вчителів» і були повідомлені про те, що вони братимуть участь у тестуванні на навчання та пам'ять. При цьому вони повинні були навчити «учня» (конфедерата в окремій кімнаті) списку слів. «Учителю» доручили підвищувати напругу на 15 і шокувати «учня» щоразу, коли він відповідає неправильно. Коли суб'єкт починає відчувати тривогу щодо шоку конфедератів (через рівень напруги, шуми, етику тощо), експериментатор заохочував учасника продовжувати, проголошуючи, що він несе повну відповідальність за будь-яку шкоду, заподіяну «учню» та вимовляючи такі фрази, як «Це абсолютно важливо, щоб ви продовжували». Щоб виключити садистські тенденції, усі 40 «вчителів» були чоловіками, і перед початком експерименту пройшли перевірку на компетентність та інтелект.

#### Результати
100 % учасників-чоловіків подали до 300 вольт («Інтенсивний») своєму призначеному «учню». 62 % учасників ввели 375 вольт («Сильний шок»), а 63 % учасників шокували свого «учня» на максимальному рівні (450 вольт).
Коли були внесені ці зміни до початкового експерименту, рівень відповідності не був знижений:
- Потерпілий стверджував, що у нього захворювання серця
- Суб'єктам сказали, що експеримент проводиться з маркетинговими цілями
- Перед початком експерименту «учень» отримав від «вчителя» чітку згоду зупинитися на вимогу

Рівень відповідності був знижений, коли:
- Двоє експериментаторів (що проводили експеримент) не погодилися щодо того, що «вчитель» продовжує
- Колеги «вчителі» відмовилися продовжувати (у експериментах з кількома «вчителями»)
- Експериментатор залишився в кімнаті, відмінній від «вчителя»
- «Учителю» доручили тримати руку «учня» за ударну пластину[18][19]

#### Значення
Результати експериментів Стенлі Мілграма свідчать про силу інформаційно-нормативних аспектів соціального впливу. Учасники вважали, що експериментатор контролює, і володіли інформацією, якої він особисто не володів. «Вчителі» також виявили потребу в приналежності, оскільки, здавалося, боялися відхилитися від команд експериментатора. Крім того, авторитетні особи мають великий вплив на дії окремих людей. Як зазначалося раніше, особи, які шукають приєднання та схвалення, з більшою ймовірністю відповідатимуть вимогам авторитетних осіб.

### Стенфордський тюремний експеримент
Цей експеримент було проведено для перевірки соціального впливу та відповідності владі за допомогою використання життєвої ситуації в'язниці. Після відповіді на оголошення в місцевій газеті (заклик волонтерів для дослідження, присвяченого впливу тюремного життя), 70 заяв були перевірені на наявність психологічних проблем, медичних відхилень та історії злочинності/наркотики та зменшено до 24 американських і канадських студентів коледжу зі Стенфордського університету. площа. Чоловічий пул учасників був поділений на дві групи (охоронці та в'язні), підкидаючи монету. В'язниця була побудована шляхом заколотування обох боків коридору в підвалі будівлі психологічного факультету Стенфорда. «Двір» був єдиним місцем, де ув'язненим дозволялося гуляти, їсти або займатися спортом — дії, які виконувались із зав'язаними очима, щоб вони не могли визначити вихід. Тюремні камери розташовувалися в лабораторіях, де двері були зняті та замінені сталевими прутами та номерами камер.
Ув'язнені вважали, що їх тримають у «в'язниці округу Стенфорд», оскільки до початку експерименту вони не знали, що їх позначатимуть ув'язненими. У випадковий день в'язнів по-справжньому арештувала поліція. Автомобілі прибули на вокзал, і підозрюваних привезли всередину, де вони були заброньовані, прочитали їхні права Міранди вдруге, зняли відбитки пальців і відвезли в камеру тримання, де їх залишили із зав'язаними очима. Кожен ув'язнений отримав ланцюги навколо щиколоток і панчохи (для імітації поголеної голови). Крім того, ув'язнені втратили свої імена, і згодом на них посилалися за ідентифікаційним номером.

#### Результати
По ходу експерименту учасники, призначені на охоронні позиції, посилювали свою агресію. Хоча охоронцям було наказано не бити ув'язнених, вони знайшли способи принизити /порушити їх за допомогою систематичних обшуків, обшуків з роздяганням, обприскування від вошей, сексуальних домагань, відмову в основних правах (наприклад, користування ванною кімнатою) та пробудження ув'язнених від сну. кількість голов. Соціальні та моральні цінності, які спочатку зберігалися охоронцями, були швидко залишені, коли вони занурювалися в свою роль.
Через реальність психологічного насильства ув'язнені були звільнені через 6 днів після проявів патологічної поведінки та нервових зривів.

#### Значення
Стенфордський тюремний проект є яскравим прикладом того, як усвідомлена влада може мати над іншими. У цьому випадку влада значною мірою сприймалася; однак наслідки були реальними. Через передану владу, яку мали охорона, навіть «хороші» охоронці відчували безпорадність втрутитися. Крім того, жоден із охоронців не спізнювався на зміну, не викликав хворого, не вимагав доплати за понаднормову роботу або не просив звільнити його з дослідження до його завершення. Охоронці виконали начебто вимоги в'язниці, тоді як ув'язнені дотримувались уявних повноважень охоронців. Окрім деяких випадків заколоту, ув'язнені в основному виконували накази охоронців — від обшуків з роздяганням до численних нічних «перевірок ліжка».
"Експеримент " — фільм 2010 року — розповідає версію Стенфордського тюремного проекту. Він зосереджений на 26 чоловіках, яких вибирають/оплачують для участі в експерименті. Після призначення ролей охоронців і в'язнів психологічне дослідження виходить з-під контролю.

### Ефект відповідності
Великі дослідження показують, що людям важко сказати «ні» на прохання, навіть якщо це прохання походить від абсолютно незнайомої людини. Наприклад, в одному дослідженні незнайомець попросив людей пошкодити нібито бібліотечну книгу. Незважаючи на явний дискомфорт і небажання багатьох людей писати про світову «марину» на одній зі сторінок, понад 64 % виконали цей прохання щодо вандалізму — більш ніж вдвічі більше, ніж прогнозували запитувачі про рівень виконання 28 %.
У такій взаємодії люди з більшою ймовірністю підкоряться, коли запитують віч-на-віч, ніж коли запитують непрямо або електронною поштою.

#### Значення
Це дослідження показує, що ми схильні недооцінювати вплив, який маємо на інших, і що наше звернення до інших є ефективнішим, коли ми зустрічаємо його віч-на-віч. Це також показує, що навіть пропозиція, яку ми робимо на жарт, може підштовхнути когось до аморальних вчинків.

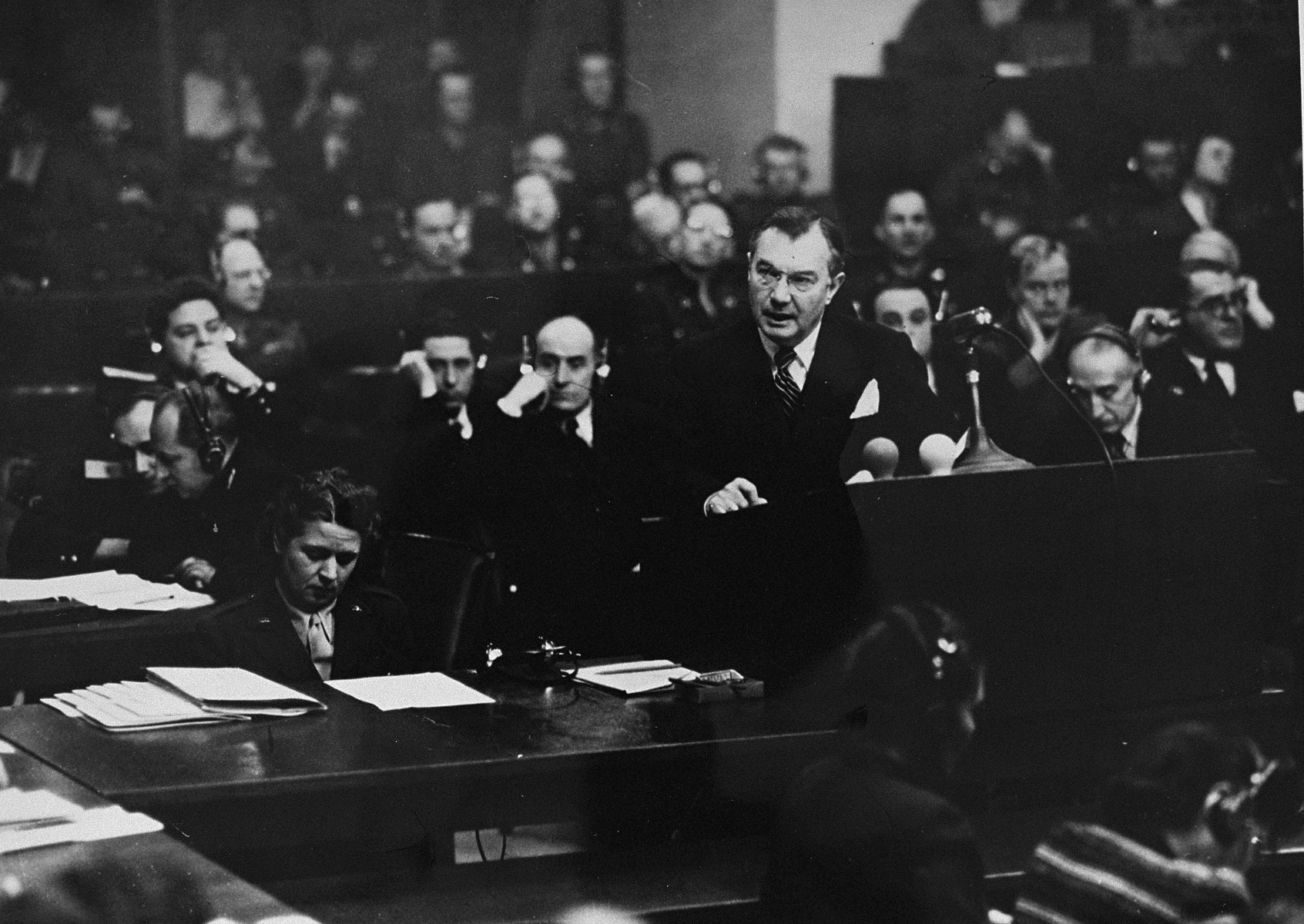
Прокурор Роберт Х. Джексон на Нюрнберзькому процесі

### Нюрнберзький процес
Нюрнберзький процес був серією трибуналів, які проводилися за Статутом Міжнародного військового трибуналу (IMT), до складу якого входили члени союзних держав — Великої Британії, Франції, Радянського Союзу та Сполучених Штатів, які головували на слуханнях. двадцять два великих нацистських злочинця. Під час цих судових процесів багато підсудних заявляли, що вони просто дотримувалися вказівок, і невиконання цього призведе до їх покарання. Виконуючи вказівки вищестоящих за рангом, вони свідомо заподіяли шкоду і смерть тим, хто причетний до Голокосту.

#### Результати
Наприкінці судових процесів у Нюрнберзі судили 199 обвинувачених. Із 199 підсудних: 161 було засуджено, 37 засуджено до смертної кари, а 12 підсудних судили IMT (Міжнародний військовий трибунал). Хоча багатьох причетних до судових процесів судили, деякі з високопоставлених чиновників втекли з Німеччини, щоб жити за кордоном, а деякі навіть приїхали до Сполучених Штатів. Прикладом цього був Адольф Айхман, який втік і знайшов притулок в Аргентині. Пізніше він був спійманий Ізраїльською розвідувальною службою, у якій пізніше його судили, визнали винним і стратили в 1962 році.
Інформація, оприлюднена під час Нюрнберзького процесу, наводить на вагомі докази владних повноважень вищої влади над іншими. Багато чиновників нацистської партії стверджували, що просто виконували накази.

## Застосування

### Взаємодія між людьми
Використання переконання для досягнення відповідності має багато застосувань у міжособистісних взаємодіях. Одна сторона може використовувати методи переконання, щоб отримати бажану відповідь від інших осіб. Стратегії дотримання вимог використовують психологічні процеси для того, щоб спонукати до бажаного результату; однак вони не обов'язково призводять до приватного визнання цільовою особою. Це означає, що особа може виконати запит, не вірячи справді в те, що дії, які їм пропонують виконати, є прийнятними. Через це методи переконання часто використовуються однобічно в безпосередніх ситуаціях, коли одна людина бажає спровокувати конкретну відповідь іншої людини. Наприклад, продавці автомобілів часто використовують техніку lowball, щоб маніпулювати психологічним функціонуванням клієнтів, переконуючи їх виконати запит. Спочатку оцінюючи ціну автомобіля як нижчу, ніж реальну, продавці автомобілів визнають, що клієнт, швидше за все, погодиться на вищу ціну пізніше. Стратегії відповідності (наприклад, лоубол, нога в двері тощо) мають відношення до численних взаємодій між людьми, коли задіяно переконання. Одна людина може використовувати такі прийоми, щоб домогтися прихильності від іншої, схибленої людини. Інші практичні приклади включають:
- Дитина, яка просить підвищити надбавку за допомогою техніки «нога в двері».
- Студент, який користується заманливістю (наприклад, лестощами), щоб попросити підвищити оцінку[25]
- Особа, яка робить комусь послугу, сподіваючись, що норма взаємності вплине на те, щоб хтось простягнув руку пізніше
- Адвокат, який використовує заманливість та свій уявний авторитет, щоб переконати присяжних[26]

### Маркетинг

Цей графік показує ефективність методів дотримання вимог щодо тендеру.

Дослідження показали, що методи дотримання правил стали основним активом для численних форм реклами, включаючи сайти інтернет-магазинів. Методи використовуються для передачі важливої інформації, призначеної для переконання клієнтів. Реклама та інші форми маркетингу зазвичай відіграють потребу клієнтів у інформаційному та нормативному соціальному впливі. Люди в рекламі та самі оголошення служать як тип авторитету. Вони заслуговують довіри, особливо щодо продукту. Як результат, потреба клієнтів бути точними спонукає їх виконувати повідомлення реклами та купувати продукт, який, як стверджує орган влади, їм потрібен. По-друге, люди мають потребу належати. Клієнти часто дотримуються реклами, купуючи певні товари в надії приєднатися до певної групи. Оскільки методи дотримання правил грають на психологічні потреби, вони часто успішно продають продукт; використання страху часто менш переконливе.

## Суперечки
Хоча існують певні дебати щодо ідеї та сили комплаєнсу в цілому, головна суперечка, що випливає з теми дотримання, полягає в тому, що люди здатні зловживати прийомами переконання, щоб отримати переваги над іншими особами. Виходячи з психологічних процесів соціального впливу, стратегії відповідності можуть дозволити комусь легше переконати до певної віри чи дії (навіть якщо вони не погоджуються з цим приватно). Таким чином, використання методів дотримання вимог може бути використано для маніпулювання особою без її свідомого визнання. Конкретне питання щодо цієї суперечки виникло під час судового засідання. Дослідження показали, що юристи часто використовують ці прийоми, щоб сприятливо вплинути на присяжних. Наприклад, прокурор може використати ласку, щоб підлеститися присяжним або створити враження про свою владу. У таких випадках стратегії дотримання вимог можуть несправедливо вплинути на результати судових розглядів, які повинні ґрунтуватися на впевнених фактах і справедливості, а не просто на переконливості.

## Висновок
Відповідність — це неявна чи явна відповідь на запит. Виходячи з коренів соціального впливу, комплаєнс вивчають за допомогою багатьох різних підходів, контекстів і прийомів. Наслідки відповідності з психологічної точки зору дозволяють зробити висновок про те, що, використовуючи різні методи (наприклад, нога в двері, заклик тощо), особисті потреби (наприклад, інформаційні та соціальні цілі) та/або характеристики групи (наприклад, сила, безпосередність, кількість). Важливо визнати, що люди здатні використовувати або зловживати дотриманням правил, щоб отримати перевагу над іншими. Це викликало суперечки в багатьох ситуаціях і все ще детально вивчається, щоб краще зрозуміти, як використовувати це соціальне явище в просоціальний спосіб.

### Очікувати
- Соціальний психолог Лора Бреннон зараз працює над інтеграцією дослідження соціального впливу в низку різних областей, таких як здоров'я їжі та безпеки, а також вживання алкоголю неповнолітніми.[28]
- Джеррі Бургер зараз досліджує, як сприймається унікальна можливість щодо дотримання вимог.[29]
- Роберт Чалдіні досліджує, як культурні фактори впливають на переконання та поступливість.[30]